# Hemerobius striatulus
Hemerobius striatulus là một loài côn trùng trong họ Hemerobiidae thuộc bộ Neuroptera. Loài này được Fabricius miêu tả năm 1775.